# Marmaris

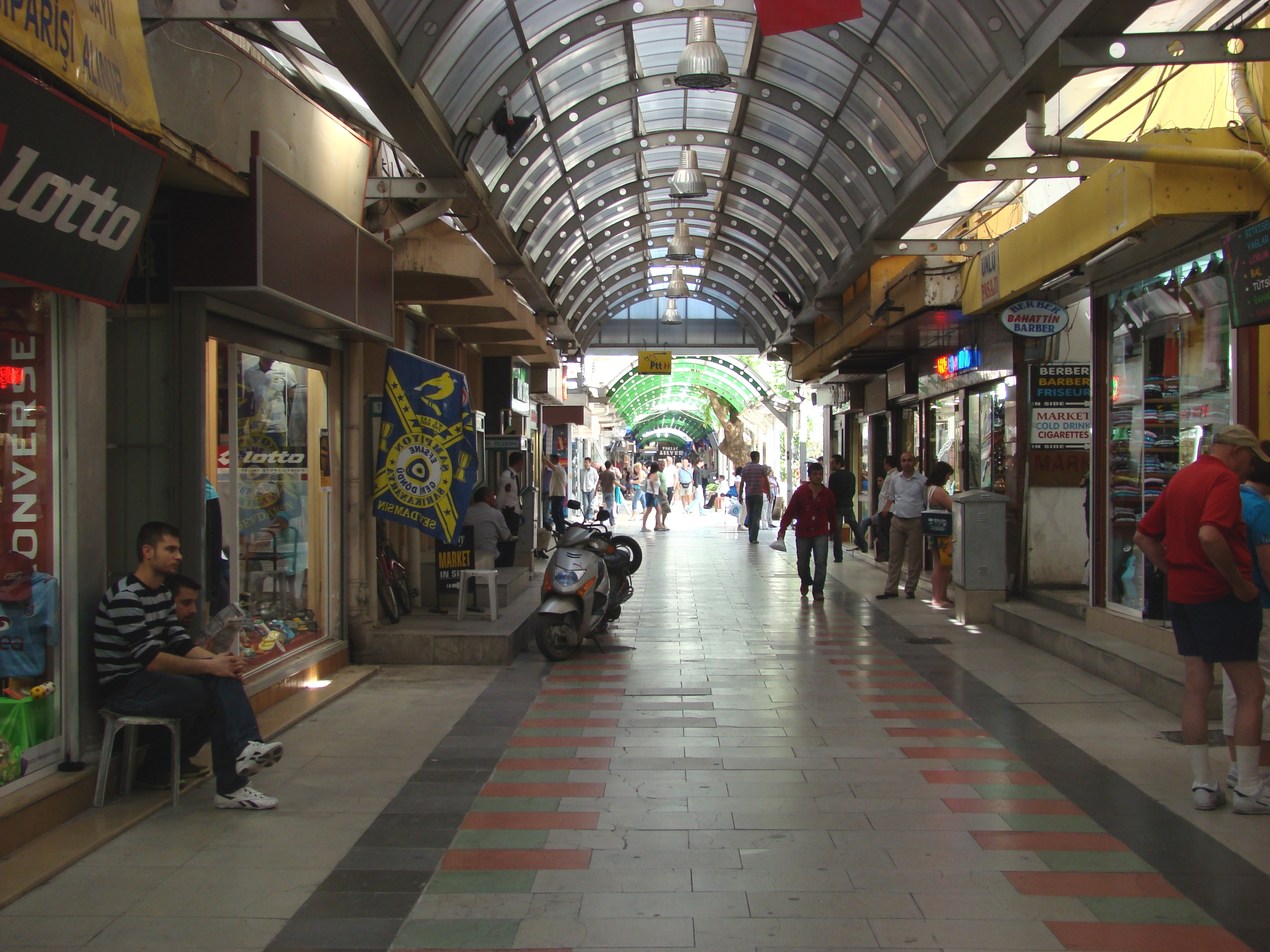
Nach dem Erdbeben von 1958 neu erbauter überdachter Basar in Marmaris

Marmaris ist eine Stadtgemeinde (Belediye) im gleichnamigen İlçe (Landkreis) der Provinz Muğla in der türkischen Ägäisregion und gleichzeitig ein Stadtbezirk der 2012 gebildeten Büyükşehir belediyesi Muğla (Großstadtgemeinde/Metropolprovinz). Seit der Gebietsreform ab 2013 ist die Gemeinde flächen- und einwohnermäßig identisch mit dem Landkreis.

## Geographie
Marmaris liegt an der türkischen Ägäis auf der Halbinsel Bozburun. Im Norden der Stadt befindet sich der Golf von Gökova, im Süden das Mittelmeer. Westlich des Ortes liegt die Datça-Halbinsel, die gleichzeitig einen Kreis/Stadtbezirk bildet. Im Osten liegt der Kreis Köyceğiz mit dem gleichnamigen See, im Nordosten der Kreis Ula. In der weiteren Umgebung befinden sich Touristenzentren wie z. B. Bodrum oder Fethiye. Acht Kilometer westlich von Marmaris liegt İçmeler, ursprünglich ein kleiner Ort, der sich im Laufe der letzten 20 Jahre zu einer „Bettenburg“ entwickelte. Die gesamte Strandlinie ist mit Hotels bebaut. Es gibt eine Bootsverbindung nach Turunç und gute Verkehrsverbindungen nach Marmaris mit dem Dolmuş.

## Verwaltung
Der Kreis (bzw. Kaza als Vorläufer) bestand schon vor Gründung der Türkischen Republik. Zur ersten Volkszählung im Oktober 1927 wurden 11.477 Einwohner in 24 Dörfern auf 1.450 km² Fläche ermittelt, davon 2.066 im Verwaltungssitz Mermeris (damalige, an das Französische angelehnte Schreibweise).
(Bis) Ende 2012 bestand der Landkreis neben der Kreisstadt aus fünf Stadtgemeinden (Belediye: Armutalan, Beldibi, Bozburun, İçmeler und Turunç) sowie 13 Dörfern (Köy) in zwei Bucaks, die während der Verwaltungsreform 2013/2014 in Mahalle (Stadtviertel/Ortsteile) umgewandelt wurden. Die sieben vorhandenen Mahalle der Kreisstadt blieben unverändert erhalten, während die 14 Mahalle der fünf o. g. anderen Belediye vereint und zu je einem Mahalle verschmolzen. Durch Herabstufung dieser Belediye und der Dörfer zu Mahalle stieg deren Zahl auf 25 an. Ihnen steht ein Muhtar als oberster Beamter vor.
Ende 2020 lebten durchschnittlich 3.834 Menschen in jedem Mahalle, Armutalan Mah. (22.805) und Beldibi Mah. (11.139 Einw.) sind die beiden bevölkerungsreichsten davon.

## Geschichte
Das genaue Gründungsdatum von Marmaris ist nicht bekannt. Erste Quellen stammen aus dem 6. Jahrhundert v. Chr. und nennen die Stadt bei ihrem antiken Namen Physkos. Die erste Ansiedlung geht auf die Karer zurück. Die Karer kamen nach den Schriften des Historikers Herodot von Kreta. Sie siedelten sich hier im Gebiet der heutigen Provinz Muğla an und nutzten den natürlichen Hafen als Marinebasis für ihre Überfälle auf die Phönizier auf Rhodos und die anderen Inseln im Ägäischen Meer. Im Jahre 138 v. Chr. fiel Physkos als Teil des Erbes des pergamenischen Königs Attalos III. an Rom. Die Stadt unterstand fortan den römischen Generälen auf Rhodos. 1425 wurde sie vom Osmanischen Reich erobert. Die Burg wurde 1522 anlässlich der Belagerung von Rhodos errichtet.
Nach einer örtlichen Legende geht der Name der Stadt auf vier hingerichtete Architekten zurück.
Er rührt aus der Entstehungsgeschichte der prägenden Burg her. Der damalige Sultan Süleyman der Prächtige befahl 1522, nach seinem Sieg über Rhodos, seinen vier Architekten eine Burg zu bauen, die man selbst noch in Rhodos sehen könnte. Es entstand eine relativ kleine Burg, was den Sultan dermaßen erboste, dass er bei der Rückkehr von einer Expedition nach Rhodos beim Anblick des Kastells „Mimar as!“ ausgerufen haben soll, was so viel heißt wie „hängt den/die Architekten auf“! Es gibt hierfür aber keine verbriefte Quelle.
Im Jahre 1958 wurde Marmaris durch ein Erdbeben fast völlig zerstört. Als eines der wenigen historischen Gebäude wurde die Festungsanlage Marmaris Kalesi kaum beschädigt. Um das mittelalterliche Kastell gruppieren sich in engen Gassen die Fachwerkhäuser der Altstadt. Diese stehen alle unter Denkmalschutz.
Im Jahre 2009 war Marmaris Etappenziel für die Radrennfahrer der Türkei-Rundfahrt.

## Tourismus
Die Strandpromenade ist rund elf Kilometer lang und dicht bebaut. Der Strand ist zehn bis 15 Meter breit und besteht aus feinen bis groben Kieseln. Die am Wasser liegenden Hotels und Restaurants haben den Strand vollständig mit Sonnenliegen und Sonnenschirmen bestückt, die meistens kostenlos an Gäste vergeben werden, in der Hoffnung, Getränke und Speisen verkaufen zu können. Abends haben viele Gaststätten geöffnet.
Der Ort bietet eine große Anzahl an Freizeitaktivitäten, wie z. B. der Besuch eines türkischen Hamams, der Besuch der Burg, Shopping, Tauchen, Segeln, Fischen, Quad- und Jeepfahren, Reiten. Im Umland gibt es einige archäologische Zeugnisse zu sehen, wie z. B. Amos und Knidos.
Lokale Reiseveranstalter bieten Tagesausflüge nach Ephesus, Pamukkale, Rhodos, und an den Schildkrötenstrand von İztuzu bei Dalyan an.

## Fotografische Impressionen aus Marmaris

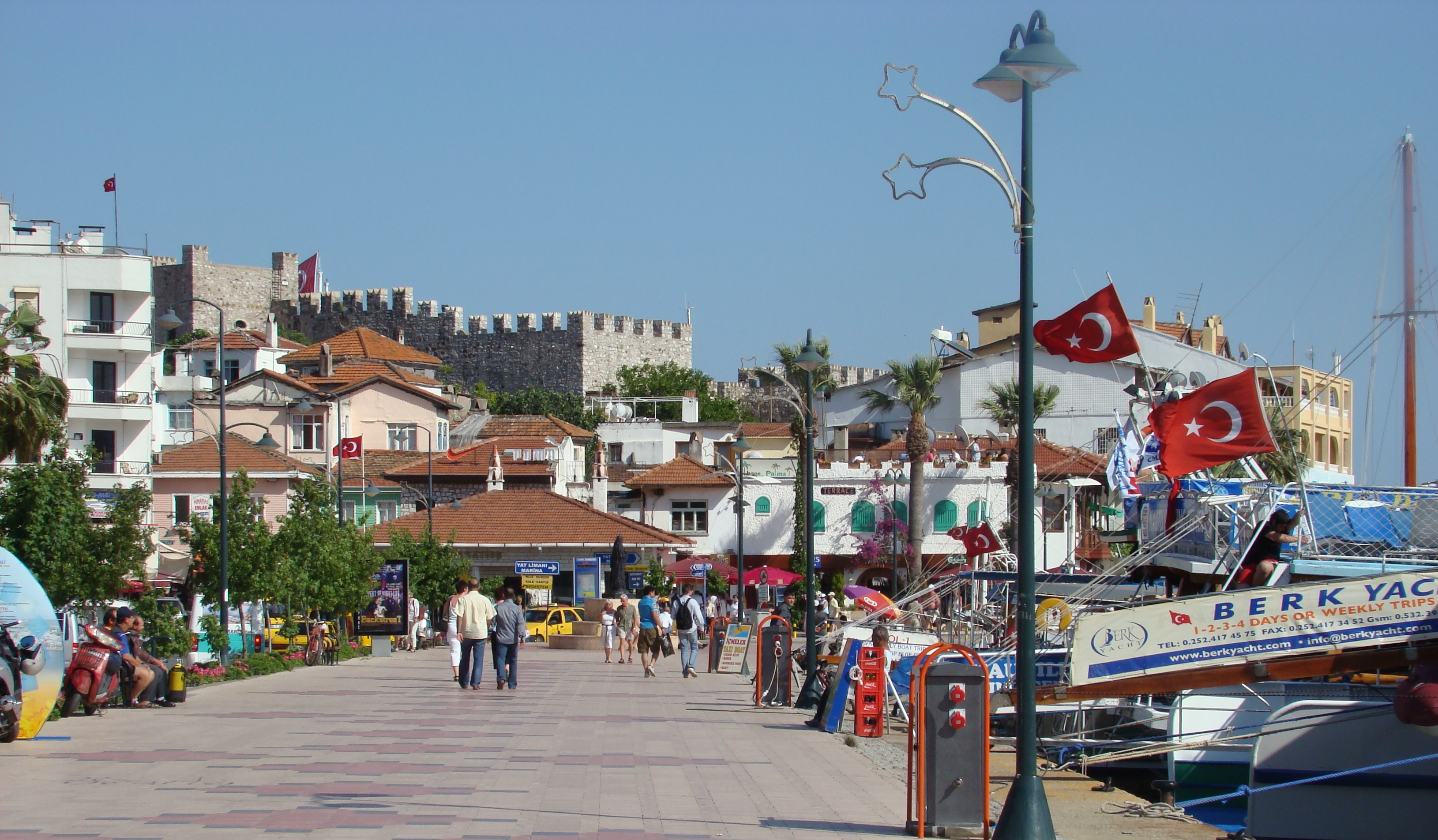
Promenade am Hafen mit Kastell Marmaris Kalesi
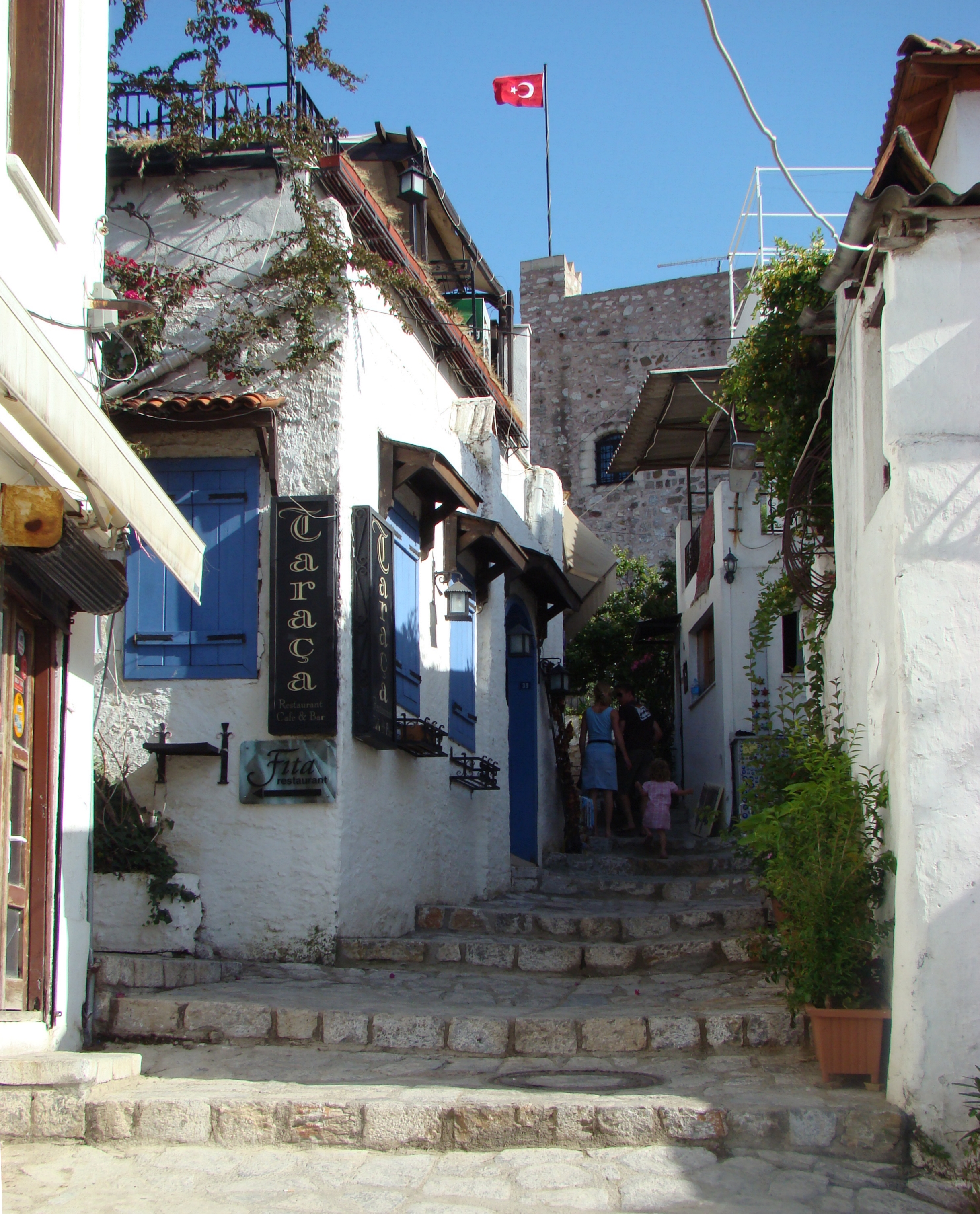
Altstadtgasse von Marmaris
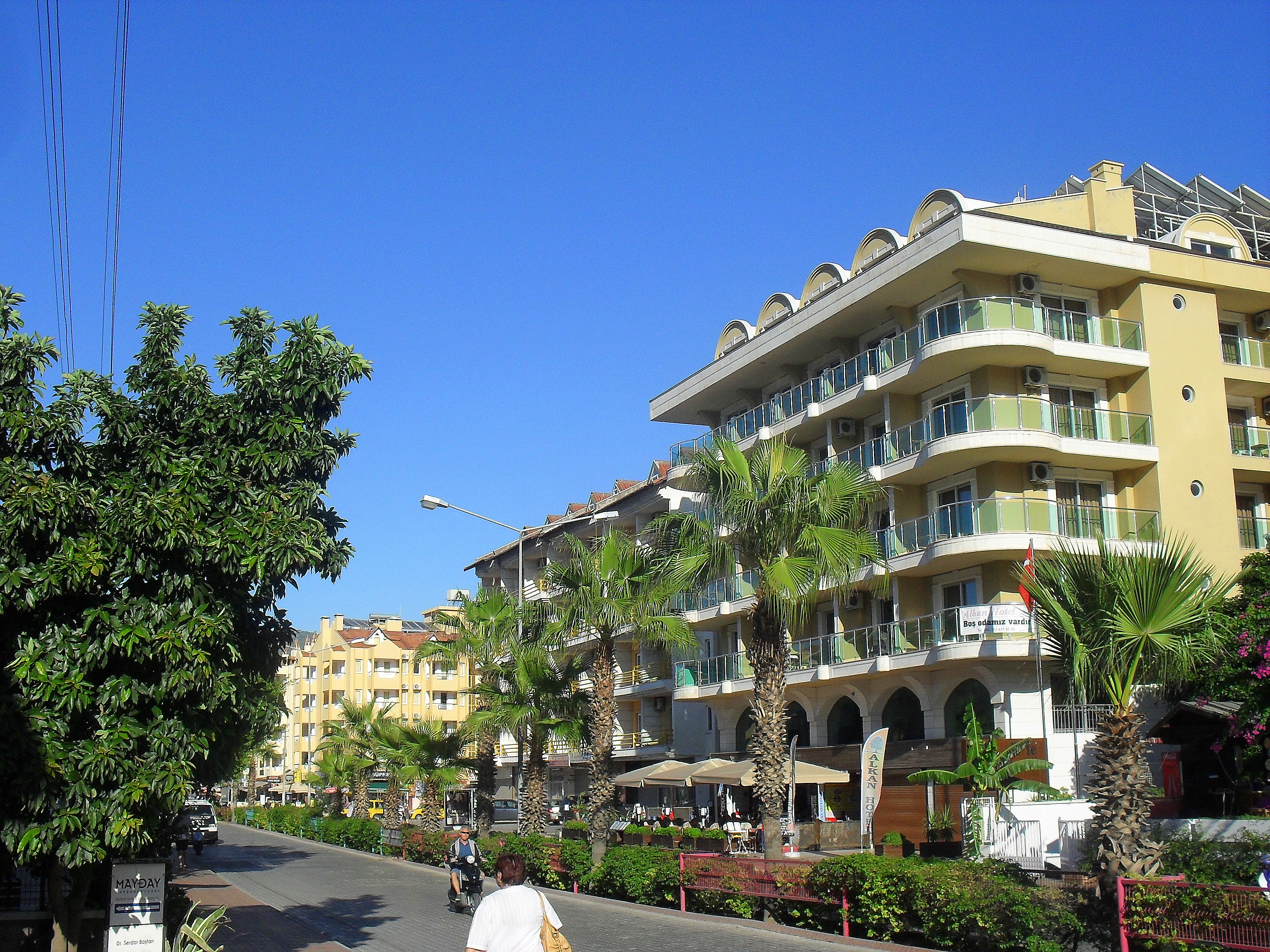
Straße in Marmaris
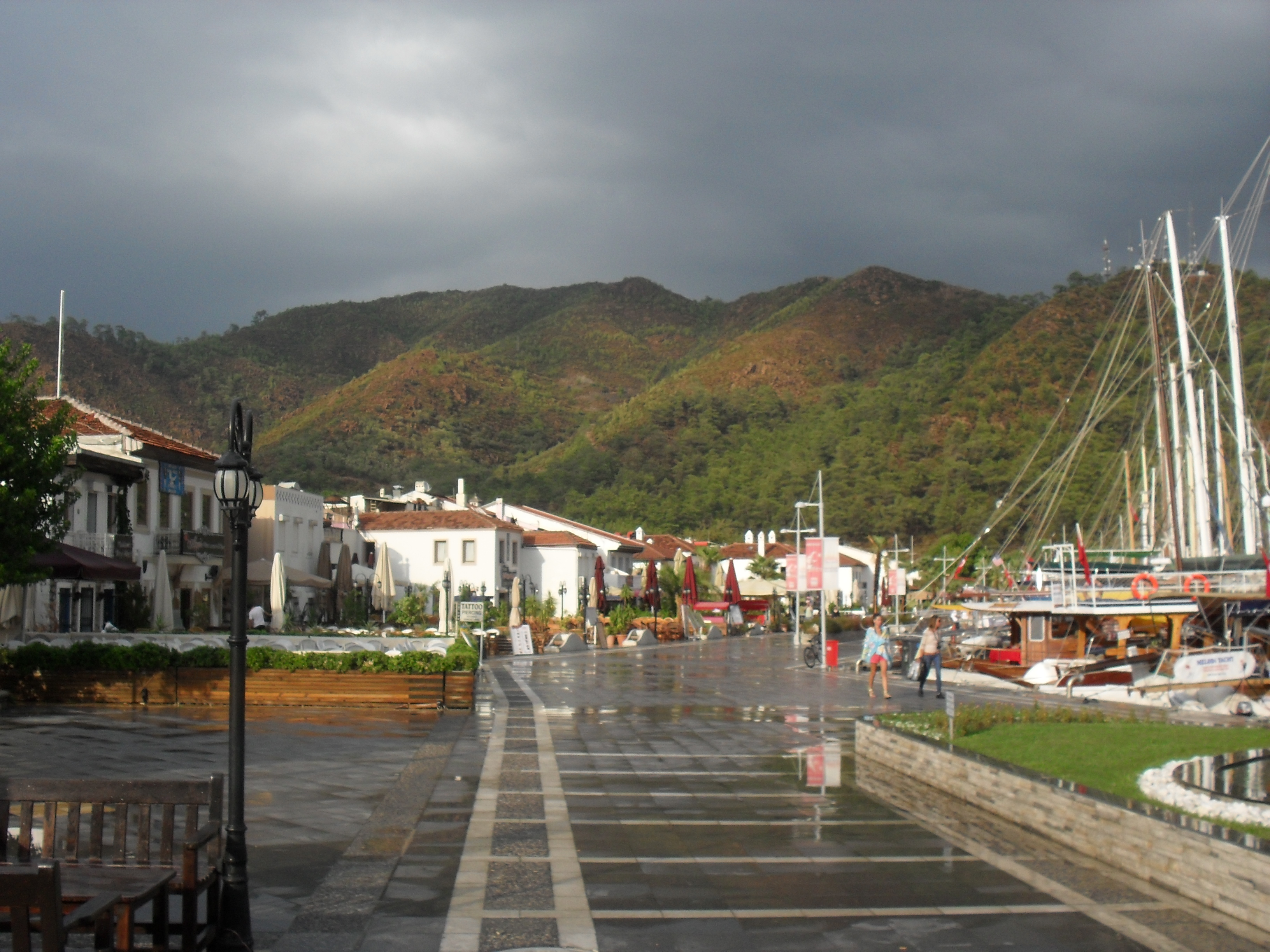
Promenade
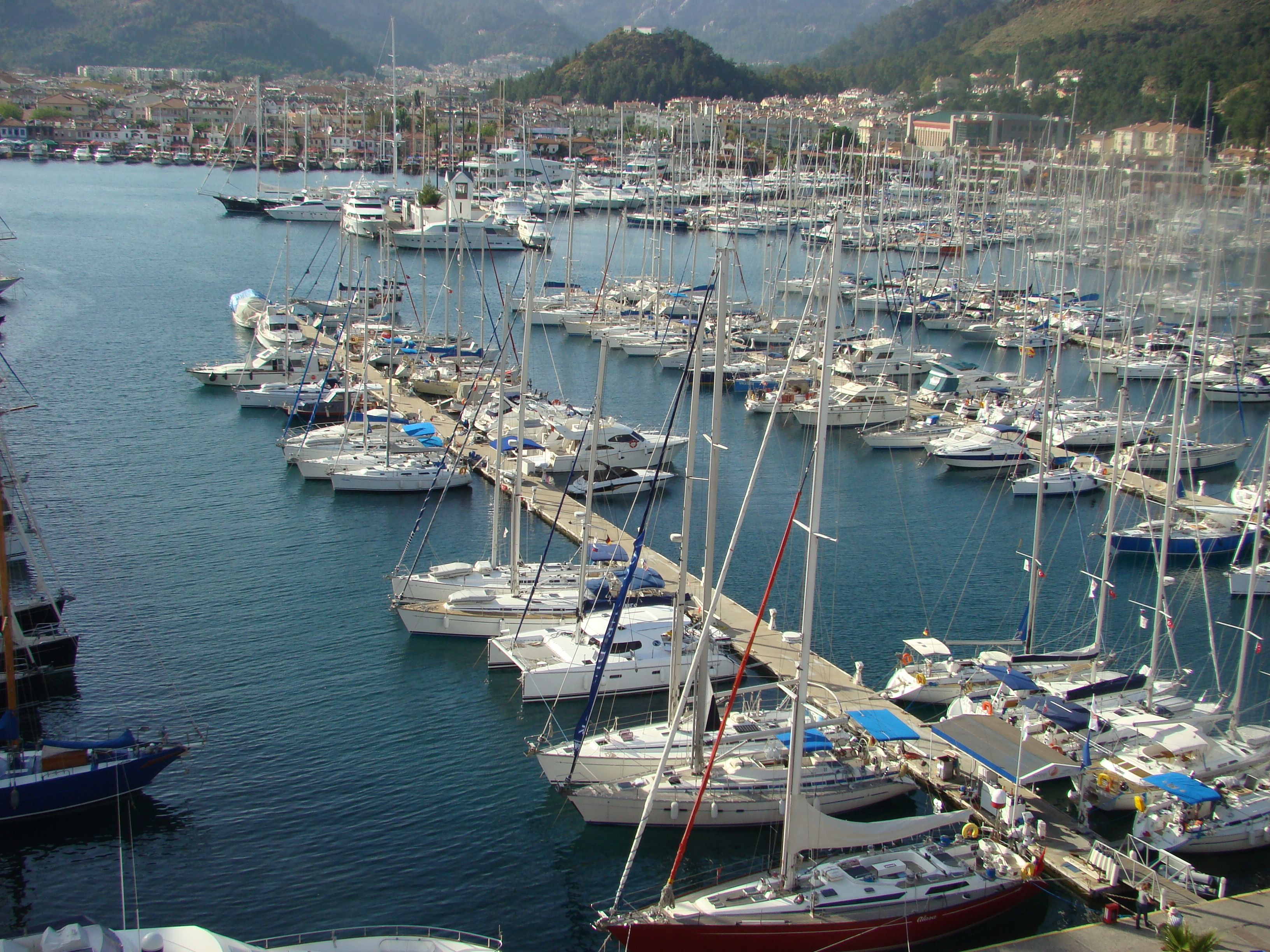
Yachthafen

## Hafen
Aufgrund seiner Lage an der sogenannten „türkischen Ägäis“ ist Marmaris ein bedeutsames Touristenziel. Die Stadt liegt an einer großen, geschützten Bucht, die als natürlicher Hafen für die Berufs- und Freizeitschifffahrt dient. Im Verkehrshafen legen u. a. große Kreuzfahrtschiffe wie die AIDA-Cruises-Flotte und die Schiffe der Carnival Cruise Lines an. Es gibt zwei große und mehrere kleine Marinas. Hunderte von Skippern überwintern hier jährlich. Der Yachthafen ist mit über 600 Liegeplätzen der größte in der türkischen Ägäis. Ab Marmaris verkehren Fähren zur griechischen Insel Rhodos.

## Städtepartnerschaften
- Dserschinski, Russland[3][4]
- Fürth, Deutschland die Partnerschaft besteht seit 1995

## Quelle und Einzelnachweise
1. 1 2  Marmaris Nüfusu, Muğla, abgerufen am 31. Mai 2021
2. ↑  Population de la Turquie 1927; PDF-Datei S. 22
3. ↑  archivlink: Дзержинский – О городе (Memento vom 18. Juli 2011 im Internet Archive)  (russ.)
4. ↑  Мой Город - Дзержинский (russ.)